# Чиле-Чико
Чиле-Чико  (исп. Chile Chico ) — посёлок в Чили, административный центр одноимённой коммуны и провинции Хенераль-Каррера. Население — 3042 человека (2002). Посёлок и коммуна входят в состав провинции Хенераль-Каррера и области Айсен-дель-Хенераль-Карлос-Ибаньес-дель-Кампо.
Территория коммуны —  5737,1 км². Численность населения — 4939 жителей (2007). Плотность населения — 0,8 чел./км².

## Расположение
Посёлок расположен в 112 км на юг от административного центра области города Койайке и в _ км на северо-запад от административного центра провинции города Чиле-Чико.
Коммуна граничит:
- на севере — c коммуной Рио-Ибаньес
- на востоке — с провинцией Санта-Крус (Аргентина)
- на юге — c коммуной Кочране
- на западе — c коммуной Айсен

## Демография
Согласно сведениям, собранным в ходе переписи Национальным институтом статистики,  население коммуны составляет 4939 человек, из которых 2639 мужчин и 2300 женщин.
Население коммуны составляет 4,92 % от общей численности населения области Айсен-дель-Хенераль-Карлос-Ибаньес-дель-Кампо, при этом 28,63 %  относится к сельскому населению и 71,37 % — городское население.